# Ratusz w Tarnowskich Górach
Ratusz w Tarnowskich Górach – górujący nad rynkiem w Tarnowskich Górach zabytkowy obiekt architektoniczny.

## Budowa
Do 1894 r. znajdował się w tym miejscu sąd okręgowy, wcześniej – górnośląska szkoła górnicza, zasłużona dla miasta i regionu placówka edukacyjna. W tymże roku magistrat pod kierownictwem burmistrza Simona Kotitschke zakupił parcelę sądową za 57 tys. marek. Stary budynek sądu wyburzono, a w jego miejsce od 1896 r. architekt Carl Benjamin Szametike rozpoczął wznosić ratusz, kolejny już w historii Tarnowskich Gór. Projektantem nowej siedziby władz miejskich był berliński architekt Herman Guth (1851–1924), twórca szeregu obiektów administracyjnych i sakralnych (Jawor, Celle, Spandau, Plauen, Malmö). Pracom budowlanym towarzyszyło tragiczne wydarzenie: 19 listopada 1897 wskutek nieuwagi pracowników spłonął doszczętnie hełm wieży, wznoszącej się prawie 40 metrów ponad płytą rynku. Mimo to kilka miesięcy później, 11 sierpnia 1898, nowy ratusz uroczyście oddano do użytku.

### Przeznaczenie
Trójkondygnacyjny obiekt o fasadzie obłożonej lśniącą cegłą klinkierową (zniszczoną w trakcie czyszczenia w 2. poł. XX w.), wykorzystywany był pierwotnie w następujący sposób: na parterze zlokalizowano sklepy, na pierwszym piętrze biura magistrackie, na drugim – mieszkanie burmistrza oraz salę posiedzeń rady miejskiej.

## Architektura
W elewacji ratusza kontrastują trzy zastosowane surowce: czerwona klinkierówka, śląski granit użyty do cokołu oraz piaskowiec (pochodzący z Warty Bolesławieckiej na Dolnym Śląsku), z którego wykonane zostały m.in. herby i godła Donnersmarcków, Hohenzollernów, Śląska, Prus, Rzeszy i Tarnowskich Gór, dłuta Matthiasa Carla Schillinga (1851–1909), nadwornego mistrza kamieniarskiego z Berlina. Do 1957 roku frontową elewację zdobiła figura Jerzego von Hohenzollern-Ansbach. Posąg ten, dzieło wrocławskiego rzeźbiarza Heinricha Kiesewaltera (1854–?), stanął w niszy ratuszowej elewacji w październiku 1899, jako dar władz powiatu tarnogórskiego. Usunięty w 1934 roku, przywrócony (kopia) w czasie okupacji. W 1957 roku został usunięty po raz drugi, a rok później z okazji święta Gwarków na froncie ówczesnego gmachu Miejskiej Rady Narodowej stanęła rzeźba przedstawiająca gwarka.

## Wnętrze
Sala posiedzeń rady miejskiej, przerabiana podczas gruntownej renowacji ratusza w 1925 roku, wyróżnia się ciekawym wystrojem: boazerią i drewnianym sklepieniem, zbliżonym przekrojem do koniczyny. Jej ozdobą jest też piękne, duże okno. W 1899 roku w niej właśnie odbył się pierwszy w dziejach Tarnowskich Gór zjazd reprezentantów Górnego Śląska. Wnętrze ratuszowe często zmieniało swój wygląd, np. podczas II wojny światowej na ścianach klatki schodowej widniały sceny z historii miasta (od aktu założycielskiego Jerzego Hohenzollerna po zajęcie miasta przez armię niemiecką w 1939 roku), wykonane przez miejscowego malarza Józefa Machwitza. Piękna kuta balustrada z wicią roślinną zachowała się w klatce schodowej do dziś.
W 1994 roku przeprowadzono remont dachu oraz rekonstrukcję wieży, zaś w 2010 odnowiono fasadę główną ratusza.

## Galeria

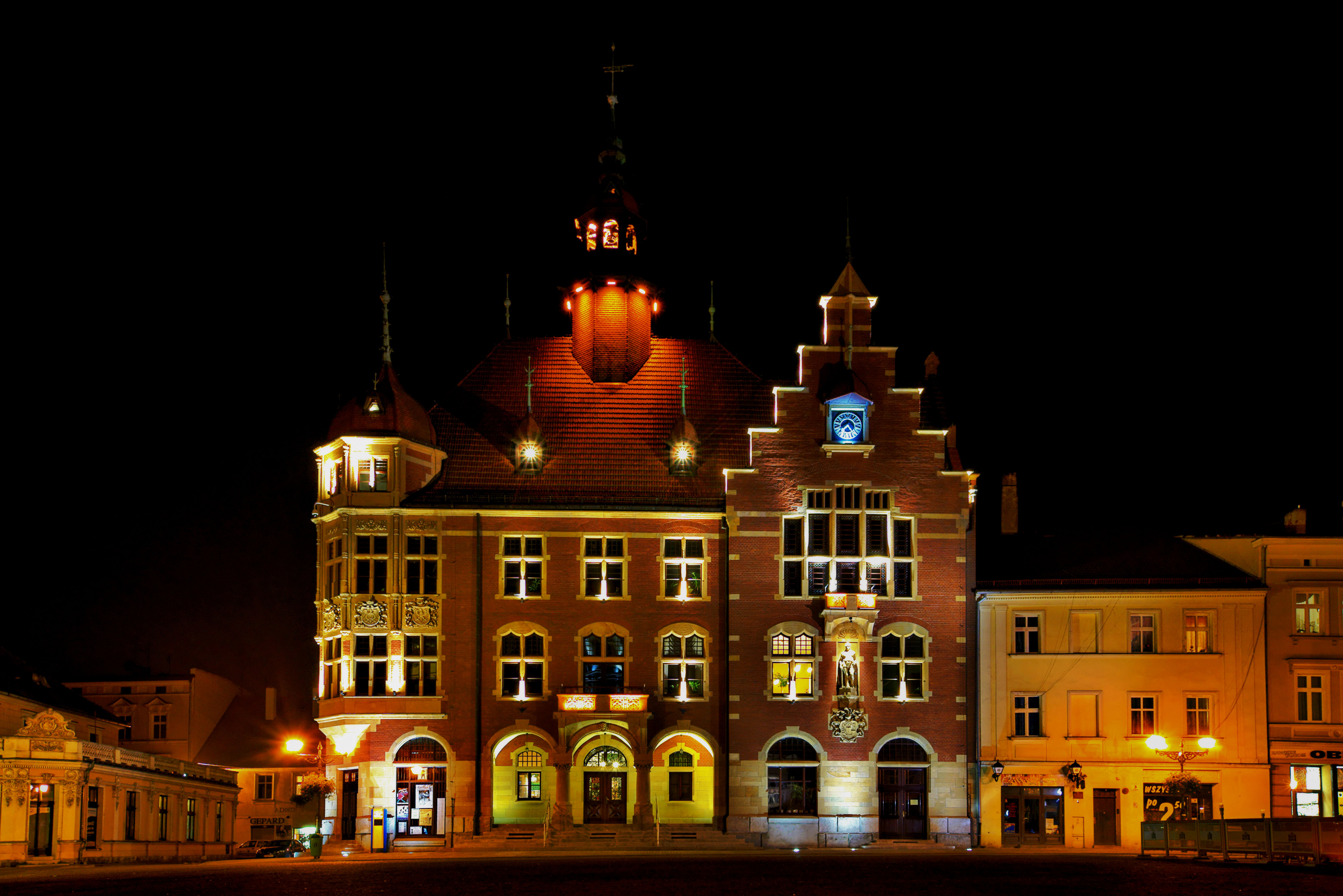
Ratusz nocą
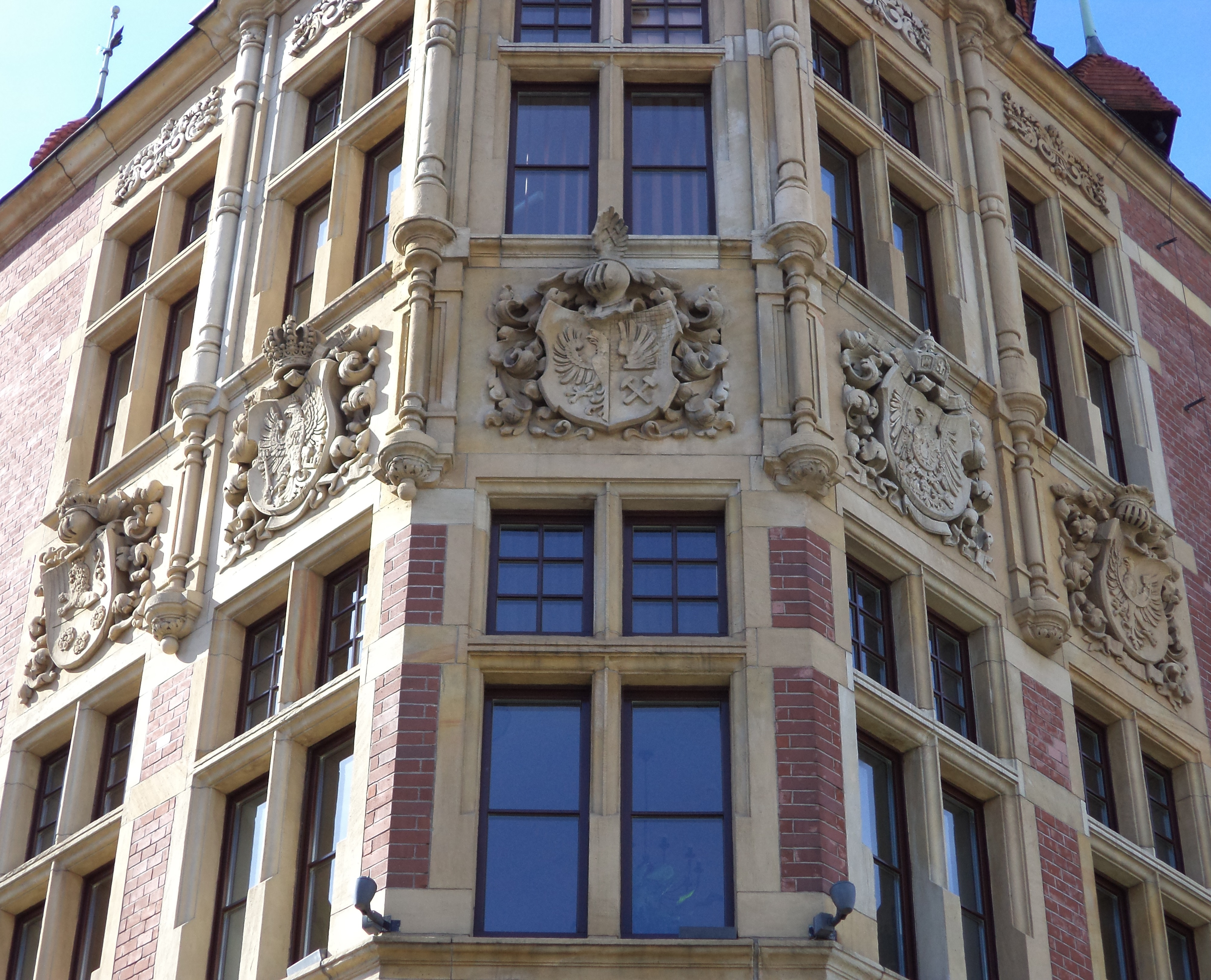
Herby na fasadzie ratusza
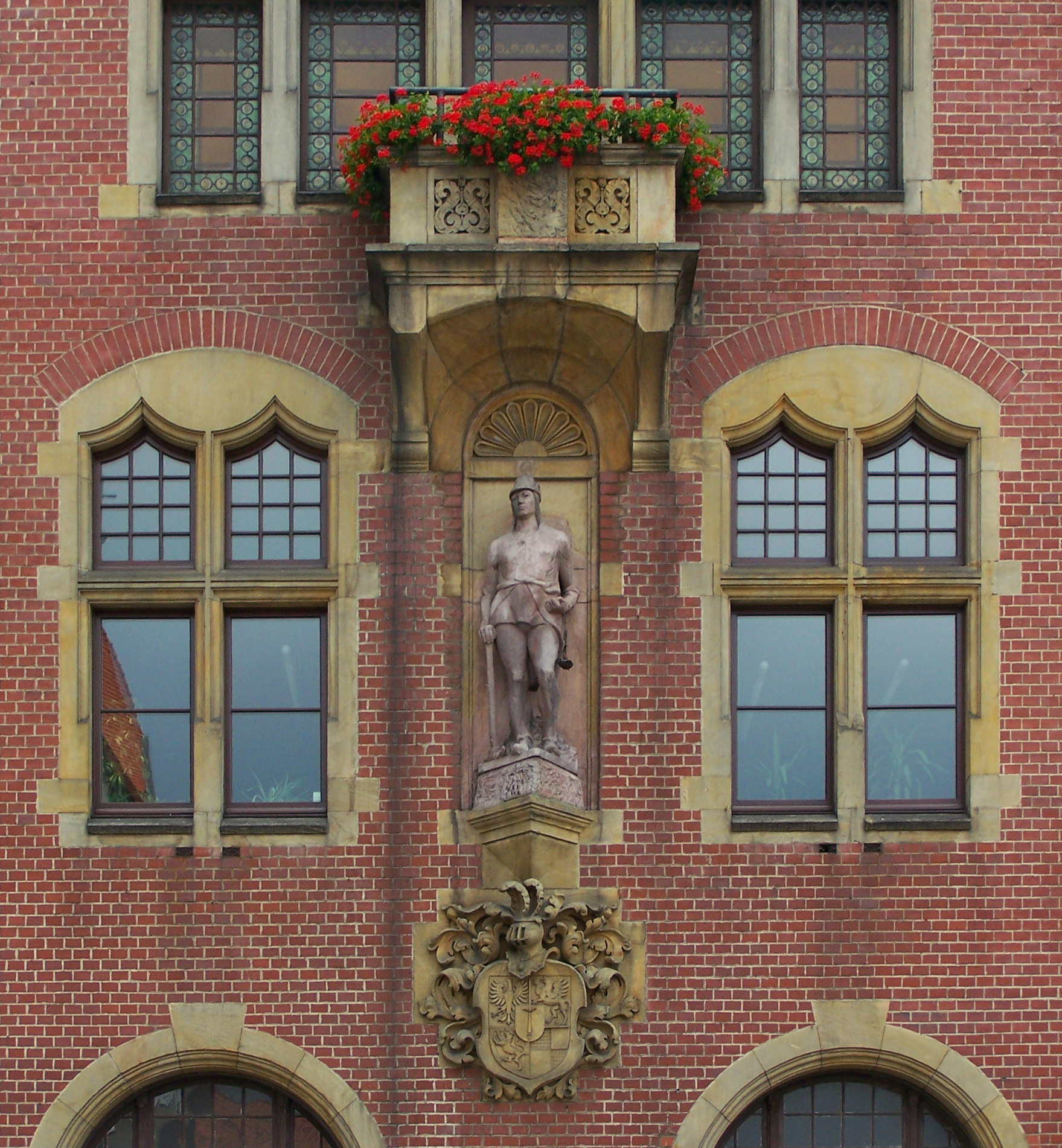
Posąg Gwarka w niszy ratuszowej
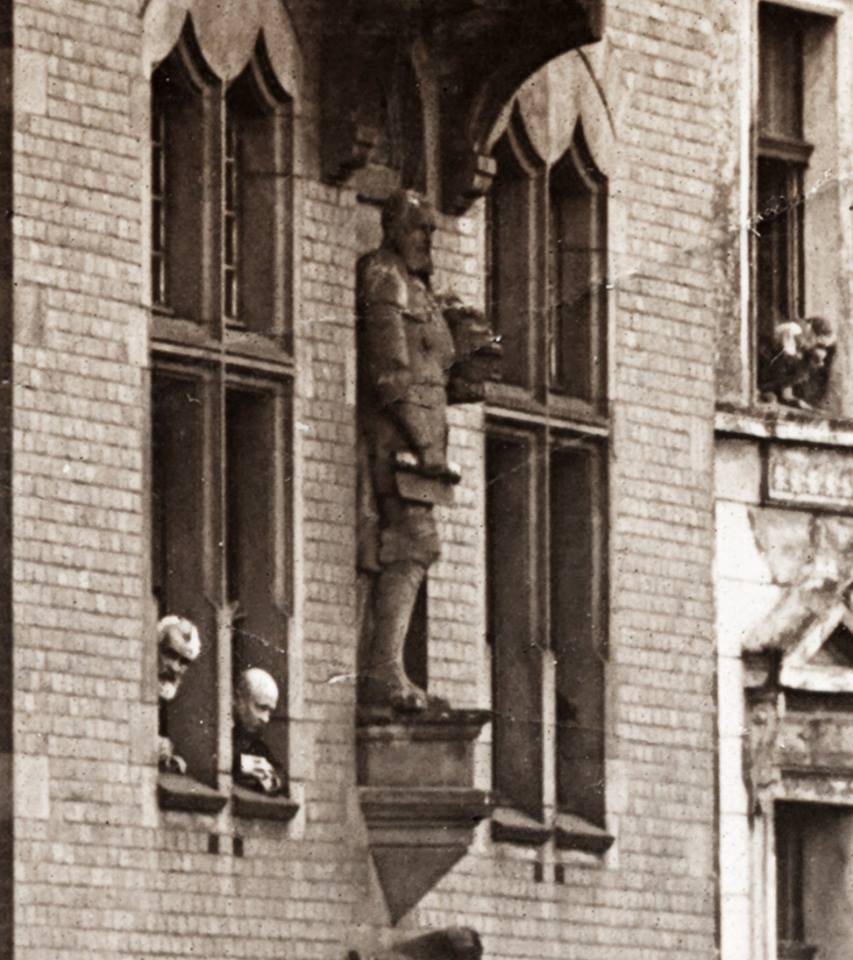
Figura Jerzego von Hohenzollern-Ansbach na elewacji ratusza ok. 1913 roku
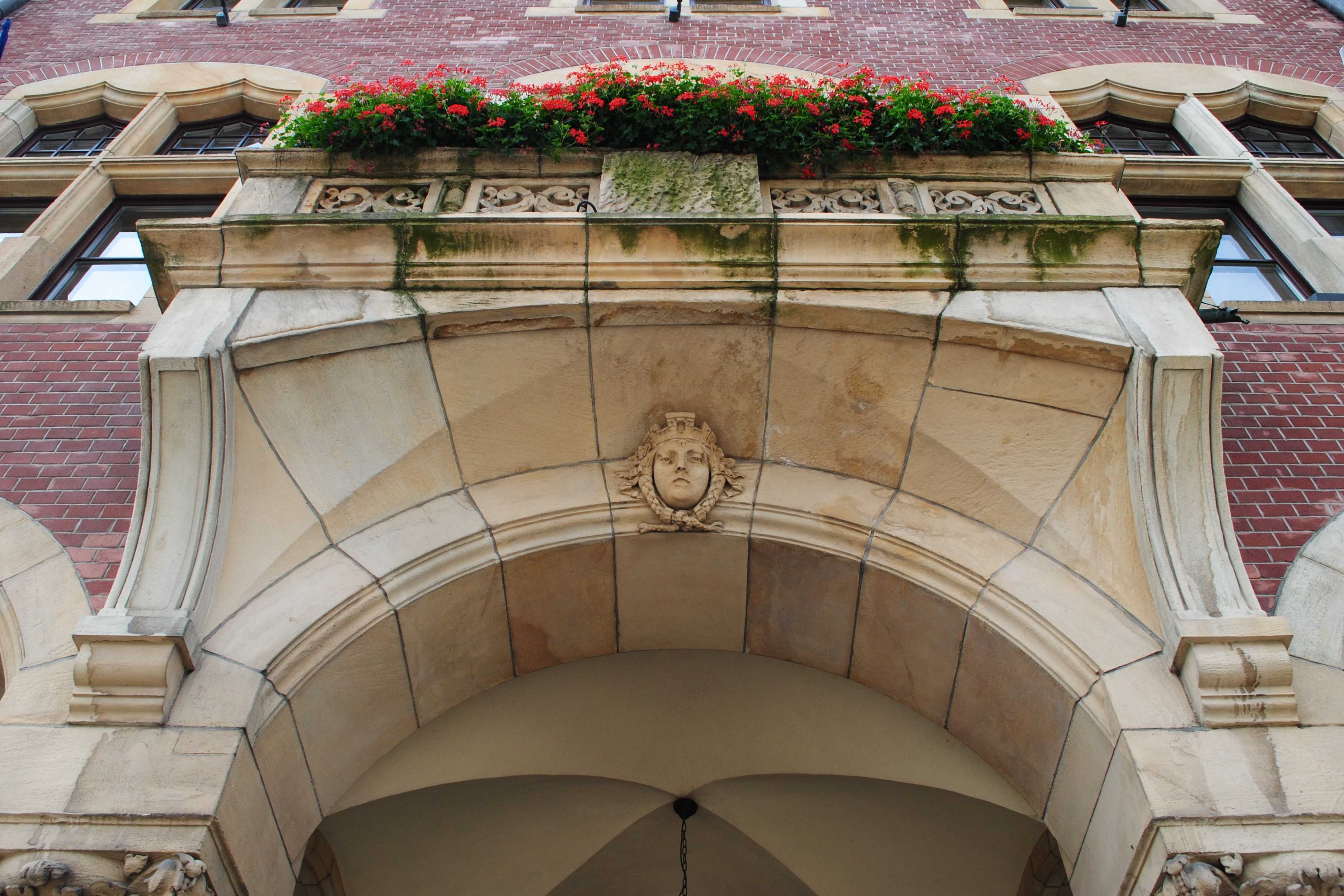
Balkon na północnej fasadzie ratusza
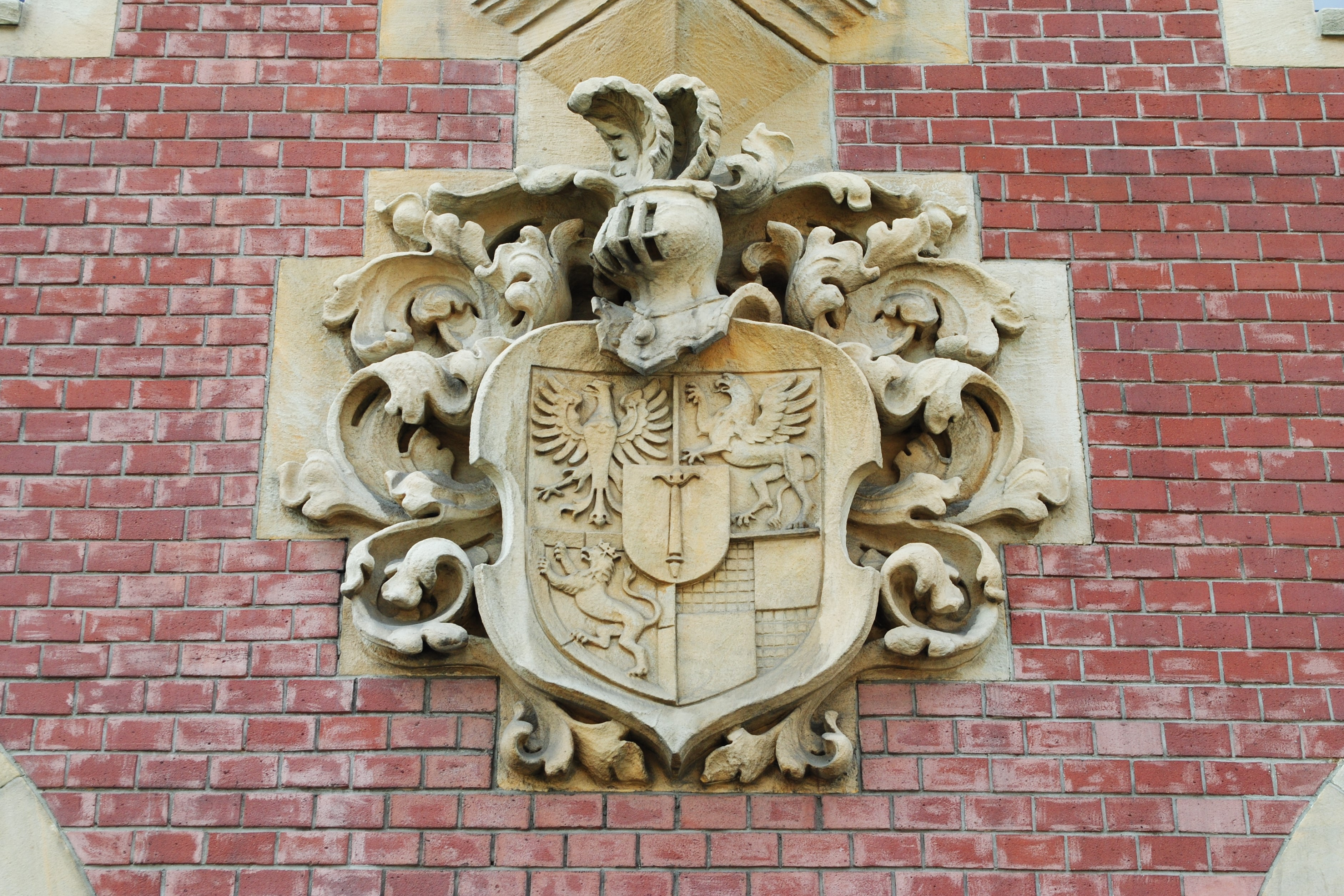
Herb na północnej fasadzie ratusza